# Ștefana Velisar Teodoreanu
Ștefana Velisar-Teodoreanu (née Maria-Ștefana Lupașcu, également créditée comme Ștefania Velisar ou Lili Teodoreanu , 17 octobre 1897 – 30 ou 31 mai 1995) était une romancière, poète et traductrice roumaine, épouse de l'écrivain Ionel Teodoreanu. Encouragée à écrire par son mari, elle fait partie du mouvement dit Poporaniste (ou « populaniste ») inspiré par les thèmes de la ruralité traditionnelle, par les idéaux moraux du christianisme orthodoxe, et par les échos de littérature moderniste. Ses œuvres de jeunesse, qui coïncident avec les violences de la Seconde Guerre mondiale et le choc des totalitarismes, se composent principalement de romans centrés sur les conflits internes des personnages et la triomphe de la morale des provinciales comme elle. Formant un contrepoint aux livres de son époux, ils sont très appréciés par les lecteurs mais seront considérés par les autorités comme « idylliques et didactiques » donc retirés des bibliothèques et librairies.
Anti-totalitaire comme son mari, Ștefania Velisar (forme roumaine du patronyme Bélisaire) aide des écrivains et des personnes persécutées par la police politique du pouvoir roumain. Elle continue à publier, principalement des traductions collaboratives jusqu'à la fin des années 1960, ce qui lui vaut des éloges pour ses interprétations de la littérature russe classique. Pendant cette période, devenue veuve, elle tente d'aider sa famille persécutée dont son beau-frère Păstorel emprisonné, tout comme son ami Dinu Pillat, tandis que d'autres personnes dans son cercle de connaissances fuient la Roumanie au péril de leurs vies, les frontières étant fermées et surveillées. À la fin des années 1960, alors que la répression s'atténue, Ștefania Velisar se retire au Monastère de Văratec. Ses derniers travaux comprennent un livre de mémoires sur ses années avec Teodoreanu, ainsi que des lettres qu'elle a envoyées à la famille Pillat, collectées en un livre en 2010.

## Biographie

### Origines et débuts
Née en Suisse dans la station de ski de Saint-Moritz, ses parents sont les diplomates du royaume de Roumanie Ștefan Lupașcu (1872-1946) et son épouse Marie Mazurier, ancienne gouvernante française ,. Son père, un franc-maçon de haut-rang, est issu de la noblesse roumaine et originaire de Moldavie. Il est l'oncle paternel du philosophe français Ștefan Lupașcu. Ses parents sont largement absents de la vie de Ștefania Velisar : son père est si pris par son travail et ses activités maçonniques, que sa mère s'en éloigne, de sorte que Ștefania est surtout élevée par sa famille paternelle. Elle fréquente brièvement l’école primaire en France. Elle est diplômée de l'École centrale pour filles de Bucarest, dirigée par sa tante Maria, épouse du romancier Barbu Delavrancea.
Pendant les campagnes de la Première Guerre mondiale, alors que la Roumanie est occupée par l'Allemagne, elle vit avec ses cousines Celia et Henrieta Delavrancea à Jassy, en Moldavie restée hors de la zone d'occupation ; c'est grâce à elles qu'elle rencontre l'étudiant et écrivain en herbe, Ionel Teodoreanu, fils de l'avocat et homme politique Osvald Teodoreanu. Selon ses dires, il était attiré par son teint mat et ses « brillants yeux noirs », mais il admirait aussi ses tentatives littéraires, et l'encouragea à continuer. En mai 1919, des vers attestant de son amour pour elle sont publiés dans le magazine Însemnări Literare.
Elle épouse Ionel en 1920, lors d'une cérémonie à laquelle assistent les membres du cercle littéraire de la Viața Românească, y compris le doyen Garabet Ibrăileanu. Elle devient donc la belle-sœur de l'humoriste Păstorel, qu'elle admire, bien que, selon le poète Ștefan I. Nenițescu, elle soit « la plus talentueuse des Teodoreanu ». Elle donne naissance à des jumeaux, Ștefan (« Cefone » ou « Afane ») et Osvald. La nouvelle famille vit dans une maison rue Mihail Kogălniceanu à Jassy, et, pendant des années, voisine avec les Ibrăileanu, Petru Poni et Alexandru Philippide. Ils ont pour ami proche le romancier de gauche Mihail Sadoveanu, avec qui ils se rendent en Turquie en 1934; à l'époque, Sadoveanu rejoint la même loge Maçonnique que Lupașcu.
Avec les frères de Teodoreanu et Sadoveanu, Ștefania Teodoreanu est assidue aux réunions de la Viața Românească. Son premier texte est publié en 1929, par Tudor Arghezi dans le magazine Bilete de Papagal ; elle contribue également aux revues Fundațiilor regale et Familia. Son nom de naissance et de plume Velisar est utilisé par son mari dans son œuvre majeure, le roman La Medeleni (1925), pour un personnage directement calqué sur Lupașcu. Ștefania Velisar elle-même apparaît dans un autre roman de son mari Bal mascat, publié à ses débuts.

### Seconde Guerre mondiale

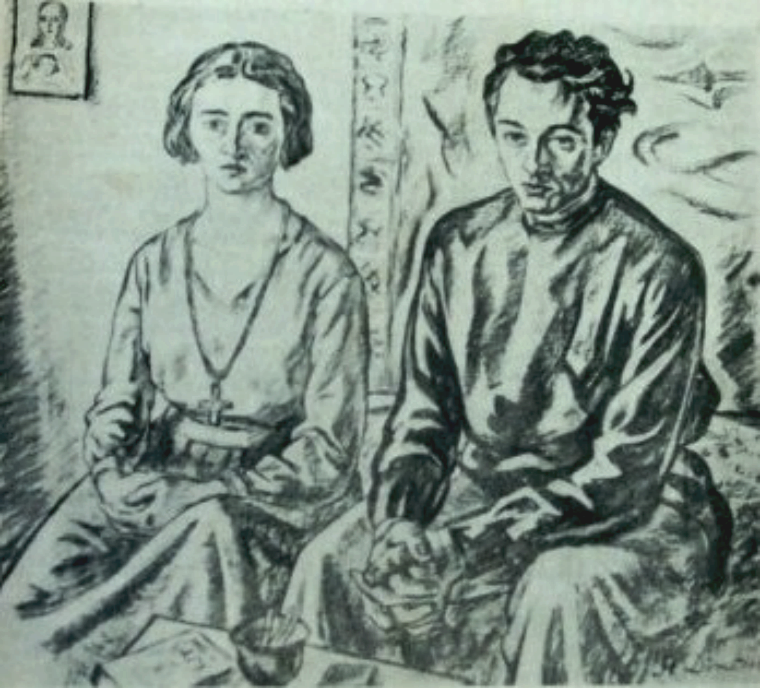
Ștefana et Ionel Teodoreanu en 1931. Dessin de Ștefan Dimitrescu

Emménageant à Bucarest en 1938 au moment où le Carlisme se met en place et combat durement les fascistes, la famille acquiert une villa rue Romulus à Dudești, dans la banlieue de la capitale. Ils sont également propriétaires d'une maison rue Mihai Eminescu à Dorobanți, qu'Ionel reçoit de la Fédération des Communautés Juives, pour ses services en tant qu'avocat. Velisar est publiée peu de temps avant la Seconde Guerre mondiale, avec Calendar vechi (« Ancien calendrier ») en 1939, qui lui vaut le prix de l'Association des Intellectuels roumains. Ce roman est suivi en 1940 par Viața cea de toate zilele (« La vie de tous les jours ») et en 1943 par une histoire lyrique, Cloșca cu pui (« La mère-poule »).
Sa prose est considérée par la critique comme « la quintessence du parfum féminin » et comme « massivement maternelle » semble « hors du temps, dans un espace idéalisé où la tragique réalité du temps est absente ». En juillet 1939, le critique moderniste Eugen Lovinescu écrit que son « très tendre talent » se démarque des autres auteures féminines émergentes de l'époque : elle adhère ni à la « psychologique de l'érotisme » de Cella Serghi et Lucie Démétrius, ni à la « sensualité incendiaire » de Sorana Gurian. Selon la chercheuse Elena Panait, à la fois pour la construction des personnages et en termes de message littéraire message, les œuvres de Velisar la rapprochent de Rabindranath Tagore, Léon Tolstoï, et Ivan Tourgueniev (elle était parfaitement francophone, anglophone et russophone). Elle reste une lectrice passionnée de Tagore dans ses vieux jours.
Viața cea de toate zilele, écrit à la première personne, montre les tourments de Baba, une femme au foyer prise au piège dans un cadre provincial, et blessée dans un accident. La stérilité de sa vie dans sa bourgade se termine avec le geste de libération de Baba, un retour à la liberté et l'auto-discipline imposée de la campagne,. Cette vision des provinciaux et de la terre est vue par le savant Aurel Martin comme un ethos régionaliste, montrant l'attachement culturel de Velisar à la Moldavie. Riche en symboles chrétiens, jusqu'à la scène finale (avec un signe de croix « par inadvertance »), Viața cea de toate zilele montre selon Panait « la foi en les valeurs humaines telles que la solidarité, la tolérance, la puissance de la mère et de l'amour conjugal ». Ce message optimiste est atténué dans Cloșca cu pui, qui comprend des représentations de femmes désespérées.
Petru Comărnescu, qui a lu Viața cea de toate zilele comme un roman psychologique, est impressionné par le travail, le voyant comme un échantillon de la « douceur roumaine et de sa grandeur spirituelle, très différent de la production littéraire des écrivains contemporains ». Selon la critique Bianca Burța-Cernat, le ton général de ces travaux est « idyllique et moralisateur, involontairement a-temporel », et redevable à La Medeleni, ainsi qu'au traditionalisme cultivé par Viața Românească. Comme le note Burța-Cernat, son rapport au « Poporanisme » se fait grâce à son mari, plutôt qu'en « participante directe » : en cela, elle ressemble à Profira Sadoveanu, fille de l'écrivain et elle-même romancière. En se concentrant également sur des éléments a-temporels, Panait voit Velisar comme une « rétro-moderniste », en ce qu'elle applique les techniques modernes d'écriture sur une idéologie littéraire ancienne « reconditionnement des conventions littéraires obsolètes », avec quelques « très timides innovations ». Elle fait également valoir que l'ensemble de ces fragments sont des allusions directes à La Medeleni.
En 1940, sous le régime pro-nazi du maréchal Ion Antonescu (le « Pétain roumain » selon sa propre définition), alors que la Roumanie est dépecée (perdant la Moldavie orientale et la Transylvanie septentrionale), les Teodoreanu et Păstorel puisent dans le nationalisme roumain matière à leurs protestations : outrepassent la censure officielle, Velisar écrit une lettre de soutien pour le magazine en exil Gazeta Transilvaniei. Mais ils sont réduits au silence lorsqu'Antonescu participe à l'attaque nazie contre l'URSS et se met à exterminer ses Juifs.

### Répression communiste et travail de traduction
Ștefania Velisar peut à nouveau publier après le coup d'état qui destitue Antonescu et permet à la Roumanie de rallier en août 1944 les Alliés : le roman Acasă (« À la maison », 1947) est noté pour sa « cruauté […] doublé par une compréhension et une triste compassion » pour son principal personnage féminin. À l'époque, son mariage avec Teodoreanu prend l'eau, ses maîtresses commençant à être connues, juste avant que, tombé amoureux de l'actrice moldave Nadia Gray qui ne répond pas à ses avances, il se mette à boire.
Ignorant tout des arrangements entre Alliés qui livrent la Roumanie à Staline, les deux Teodoreanu ne peuvent qu'assister impuissants à l'irrésistible prise du pouvoir par un parti très minoritaire, mais soutenu par l'occupant soviétique : le Parti communiste roumain. Vers 1946, leur maison de la rue Romulus accueille les membres du Parti National-Libéral et des dissidents comme Mihail Fărcășanu et leur filleul Dinu Pillat ; ce fut le dernier domicile  roumain de Fărcășanu et de sa femme Pia avant leur fuite et leur exil à l'Ouest. Ștefania Velisar et les Delavrancea aident également une autre transfuge, la jeune critique littéraire Monica Lovinescu, en lui donnant des recommandations et des informations à utiliser en France. La maison du couple est finalement confisquée pendant la nationalisation de 1947. Un cousin de la famille, Alexandru Teodoreanu, est arrêté par la police politique en 1948. Ionel lui rend visite à la prison de la rue Uranus à Bucarest, et le défend en justice, mais Alexandru est condamné pour « haute trahison » et envoyé à la prison d'Aiud.
Le régime communiste roumain permet à Ștefania Velisar d'écrire, mais elle est forcée d'obéir aux nouvelles exigences politiques ; son mari, à cause des éléments politiques de ses œuvres de guerre, est interdit d'écriture par la censure. Comme son beau-frère et beaucoup d'autres auteurs marginalisés, elle devient traductrice. Dans les années 1950, elle est l'auteure de traductions de littérature russe en collaboration avec d'autres traducteurs : en 1953, une collection de contes de fées russes, avec Xenia Stroe ; en 1955, la prose courte d'Alexeï Morozov, avec Domnica Curtoğlu ; en 1955, Oblomov d'Ivan Gontcharov, avec Tatiana Berindei, et d'autres versions de Tolstoï, Tourgueniev, et Dimitri Mamin-Sibiryak ; en 1956, des histoires de Maxime Gorki, avec Ada Steinberg. Fréquemment convoqué par la police politique pour « éclaircir des points » au cours d'entretiens souvent nocturnes, son mari meurt subitement au cours de la tempête hivernale de 1954 qui recouvre Bucarest de plus de deux mètres de neige et bloque les transports. Ștefania Velisar est dévastée quand, après les funérailles, elle découvre des poèmes attestant d'une longue aventure avec une autre femme. Les obsèques sont suivies par Vintilă Russu-Șirianu et Vlaicu Bârna. Ce dernier, qui représente l'Union des écrivains de Roumanie, a plus tard rappelé que Velisar et ses deux fils ont été dignes dans la pauvreté.

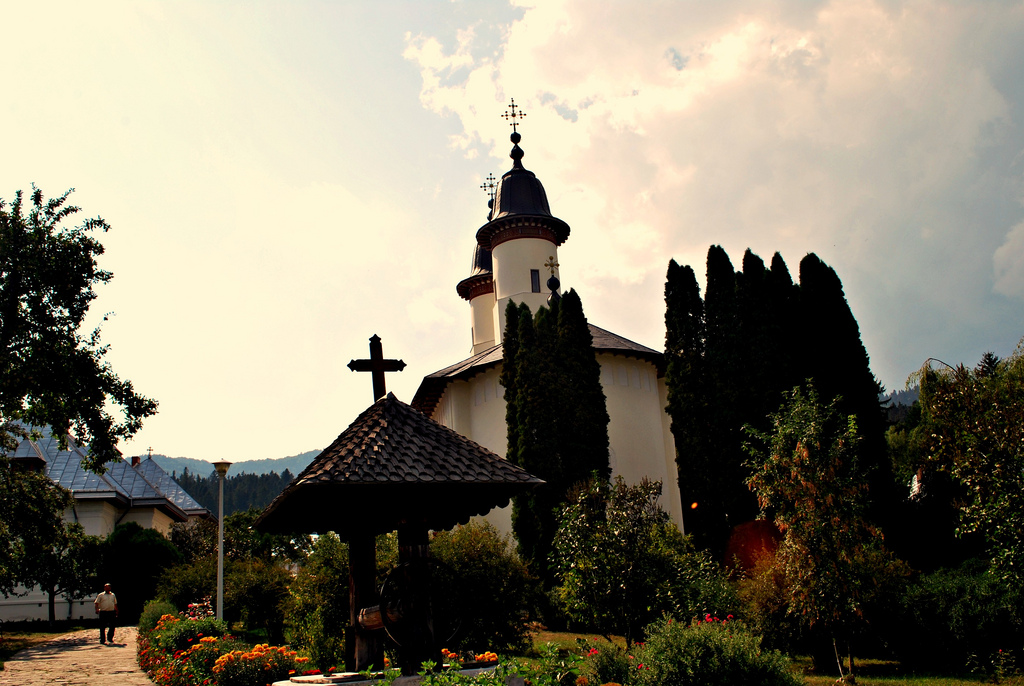
Monastère de Văratec, où Ștefania Velisar se retire dans ses dernières années.

En 1957, avec Sergiu Dan et Irina Andreescu, Ștefania Velisar traduit Semen Podiachev. En 1958, elle et Șirag Căscanian produisent une version roumaine des contes populaires arméniens d'Aram Ghanalanyan. L'année suivante, Velisar termine Anna Karénine (sur lequel elle a travaillé avec Mihail Sevastos et I. Popovici) et Résurrection de Tolstoï (avec Ludmila Vidrașcu) ; elle publie ensuite la traduction de Quatre Jours de Vsevolod Garchine (en 1962, à nouveau avec Xenia Stroe) et des nouvelles de Leonid Andreïev (avec Isabela Dumbravă, 1963). En 1959, Păstorel est finalement arrêté pour son activité dans la littérature clandestine, impliqué dans le procès stalinien de Constantin Noica et de Dinu Pillat, et détenu pendant trois ans dans les prisons d'Aiud et de Gherla.

### Dernières années
Velisar ravive son amitié avec Mihail Sadoveanu, qui avait dû renier bruyamment son passé maçonnique pour ne pas être arrêté, et lui rend visite pendant les derniers mois de sa vie. Avec sa veuve Valeria et l'historienne de la littérature Zoe Dumitrescu-Bușulenga, Velisar commence à fréquenter un groupe de prières et la bibliothèque du monastère de Văratec. C'est aussi là que, dans le nouveau climat de détente de la fin des années 1960, lié au printemps de Prague et aux espérances d'un « socialisme à visage humain », elle revoit Pia Pillat, à qui l'état communiste permet de revenir en Roumanie, et son frère Dinu, libéré de prison. Au cours de l'amnistie des années 1960, Păstorel meurt d'un cancer au moment où les censeurs acceptent de publier un recueil de ses œuvres.
Le travail de traduction de Velisar se diversifie, quand elle et C. Duhăneanu sortent une version de Canaima de Rómulo Gallegos (1966). Suivi en 1967 par Kristin Lavransdatter de Sigrid Undset avec Alex Budișteanu ; puis, en 1971, par La Sonate à Kreutzer, avec C. Petrescu et S. Racevski, et le Premier Amour de Tourgueniev avec Sevastos et M. Cosma ; et, en 1972, par Crime et Châtiment de Fiodor Dostoïevski avec Dumbravă. En 1969, Viața cea de toate zilele est réédité par la maison d'édition d'État Editura pentru literatură, avec une préface d'Aurel Martin. Velisar commence également la rédaction de ses mémoires intitulé Ursitul (1970). Réédité en 1979, ce dernier livre est décrit par Burța-Cernat comme son meilleur, bien qu'éclipsé par ses « excellentes traductions de la littérature russe ». Il montre son défunt mari comme son seul vrai idéal amour. Son dernier roman, Căminul, sort en 1971, suivi dix ans plus tard par le recueil de poésie Șoapte întru asfințit (1981).
Le dernier domicile de Velisar à Bucarest est une ancienne maison de ville mal entretenue et non chauffée dans le quartier de Iancou. En tant qu'invitée de l'Union des Écrivains, elle passe souvent  l'hiver au Palais de Mogoșoaia lorsqu'il gèle dans son logement ; l'été, elle est souvent à la maison ancestrale des Pillat à Izvorani. L'une de ses dernières contributions à l'histoire littéraire est une émission de Radio Roumanie dans laquelle elle discute de Sadoveanu. En 1980, elle préface une édition de poèmes de jeunesse inédits de Sadoveanu, leur donnant un accueil enthousiaste. Vers 1982, elle déménage à Văratec, refusant d'être vue des gens extérieurs au monastère.
Ștefania Velisar meurt cinq ans après l'effondrement de la dictature, le 30 ou 31 mai 1995. Elle est enterrée dans la crypte des Delavrancea au cimetière Bellu, aux côtés de Ionel et Păstorel. Elle laisse dans le deuil ses deux jumeaux (« Afane » meurt en 2006). Ses diverses traductions sont encore publiées, aux côtés de celles d'Otilia Cazimir et d'autres, dans une édition intégrale des récits d'Anton Tchekhov. La critique salue cette nouvelle édition parue en 1999 et 2006. En 2010, la maison d'édition Humanitas publie sa correspondance avec les Pillat dans le cadre de l'ouvrage collectif Minunea timpului trăit (« Merveilles du temps vécu »). Sa maison d'Iancou, bien que située en face du siège de Pro TV est si vétuste qu'elle n'est plus restaurable. Une plaque commémorative est apposée sur sa maison des années 1940 dans la rue Mihai Eminescu.